# Герб Кіпру
Герб Республіки Кіпр є мідно-жовтим щитом, на якому зображений голуб, що несе оливкову гілку — добре відомий символ миру, внизу зображено число «1960» — рік, коли Кіпр здобув незалежність від Британії. Мідно-жовтий фон означає великі поклади мідної руди (особливо у вигляді халькопіриту, який має жовтий колір).
Коли Кіпр був колонією Великої Британії, колонізатори використовували офіційно не затверджений герб, на якому було зображено двох левів, як і на гербі Англії. Це мало пов'язувати належність Кіпру до Британської Імперії.